# Martyrs de Międzyrzecz

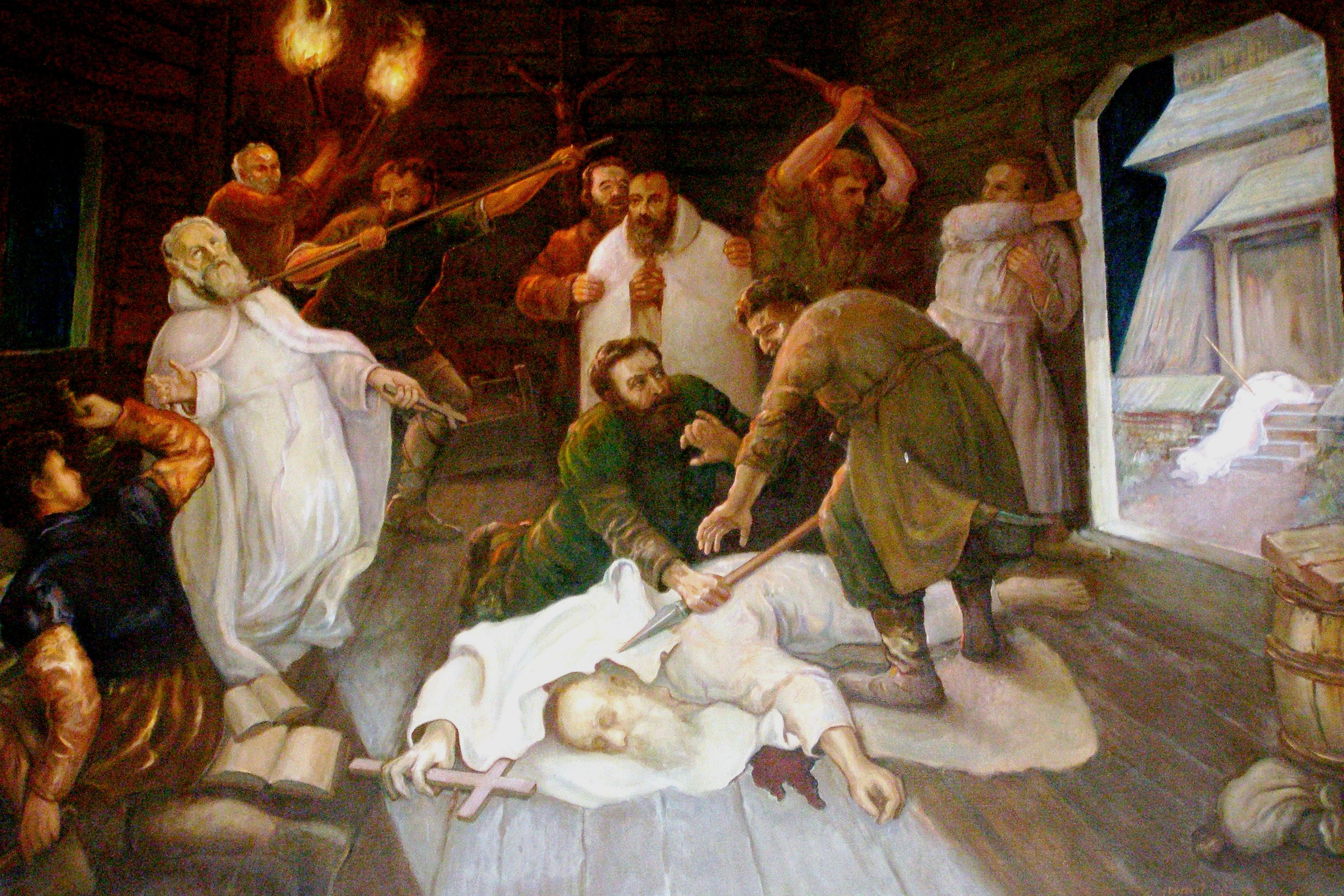
Tableau des cinq martyrs à l'église de la Présentation de la Vierge Marie de Bieniszew-Klasztor.

Les martyrs de Międzyrzecz († 1003) sont un groupe missionnaire de cinq hommes assassinés en martyrs dans leur campement, sans doute situé à Święty Wojciech à quelques kilomètres de Międzyrzecz, sur la rive droite de l'Obra, un affluent de la Warta. Fête le 12 novembre.

## Le groupe des martyrs
- Deux moines camaldules venus d'Italie pour aider saint Adalbert de Prague (Wojciech/Vojtěch) martyr le 23 avril 997 : saint Benoît, originaire de Bénévent[3], et saint Jean, originaire d'une autre région d'Italie.
- Deux moines camaldules recrutés parmi les Polonais : saint Matthieu et saint Isaac.
- Un laïc polonais qui était à leur service, principalement à la cuisine : saint Christian.

## Mémoire
Saint Christian figure au calendrier français des fleuristes 2011

## Articles liés
- Ordre camaldule
- Bieniszew-Klasztor
- Sanctuaire des premiers martyrs de Pologne à Międzyrzecz (pl)